# Allow Me to Reintroduce Myself
Allow Me to Reintroduce Myself – drugi minialbum szwedzkiej piosenkarki Zary Larsson, wydany 5 lipca 2013 przez wytwórnię Record Company Ten oraz Universal Music.
Na albumie znalazło się pięć anglojęzycznych kompozycji. Płytę promował singel „She’s Not Me”.

## Lista utworów
| Nr | Tytuł                 | Autorzy                                      | Czas  |
| -- | --------------------- | -------------------------------------------- | ----- |
| 1. | „DarkSide”            | Ross Golan                                   | 3:52  |
| 2. | „Love Again”          | Robert Habolin, Gavin Jones                  | 2:54  |
| 3. | „She’s Not Me, Pt. 1” | Elof Loelv, Marcus Sepermanesh               | 2:52  |
| 4. | „She’s Not Me, Pt. 2” | Elof Loelv, Marcus Sepermanesh               | 2:49  |
| 5. | „Cash Me Out”         | David Dawood, Mark Pellizzer, Makeba Riddick | 3:25  |
|    |                       | Całkowita długość:                           | 15:52 |